# آرتور کالدول (بازیکن فوتبال زاده ۱۹۱۳)
آرتور کالدول (انگلیسی: Arthur Caldwell; ۲۴ فوریهٔ ۱۹۱۳ – ۲۶ ژوئیهٔ ۱۹۸۹) بازیکن فوتبال اهل بریتانیا بود.
از باشگاه‌هایی که در آن بازی کرده‌است می‌توان به باشگاه فوتبال وینسفورد یونایتد، باشگاه فوتبال پورت ویل، و باشگاه فوتبال منچستر یونایتد اشاره کرد.